# Lidia Chmielnicka
  Lidia Chmielnicka    (Lubliniec, 8 de març de 1939 - Opole, 27 de setembre de 2002) fou una jugadora de voleibol polonesa que va competir durant les dècades de 1960 i 1970.
El 1968 va prendre part en els Jocs Olímpics d'Estiu de Ciutat de Mèxic, on guanyà la medalla de bronze en la competició de voleibol. En el seu palmarès també destaquen dues medalles de plata en el Campionat d'Europa, el 1963 i 1967. Entre 1963 i 1968 jugà 119 partits amb la seva selecció.
A nivell de clubs jugà al AZS-AWF Warszawa (1959-1968), Start Łódź (1968-1971) i Fano Ancona (1972-1978). Guanyà vuit edicions de la lliga polonesa: 1960, 1962-1966 (amb l'AZS-AWF Warszawa) i 1971, 1972 (amb el Start Łódź).